# Fulton (Illinois)
Fulton ist eine Stadt (mit dem Status „City“) im Whiteside County im Nordwesten des US-amerikanischen Bundesstaates Illinois. Das U.S. Census Bureau hat bei der Volkszählung 2020 eine Einwohnerzahl von 3.647 ermittelt. Die Stadt wurde ursprünglich nach Constantin François Volney Volney benannt, aber anschließend nach dem Ingenieur Robert Fulton benannt.

## Geographie
Der sechs Quadratkilometer große Ort bildet das Zentrum der Fulton Township, erstreckt sich aber zu einem kleinen Teil bis in die südlich benachbarte Garden Plain Township.
Fulton liegt am Mississippi gegenüber der größeren Nachbarstadt Clinton in Iowa. Weitere Nachbarorte sind Thomson (12,2 km nordnordöstlich), Morrison (18,5 km ostsüdöstlich) sowie Albany (12,7 km südsüdwestlich).
Die nächstgelegenen größeren Städte sind Dubuque (97,2 km nordnordwestlich), Rockford (122 km ostnordöstlich) sowie die Quad Cities (64,5 km südwestlich).

## Verkehr

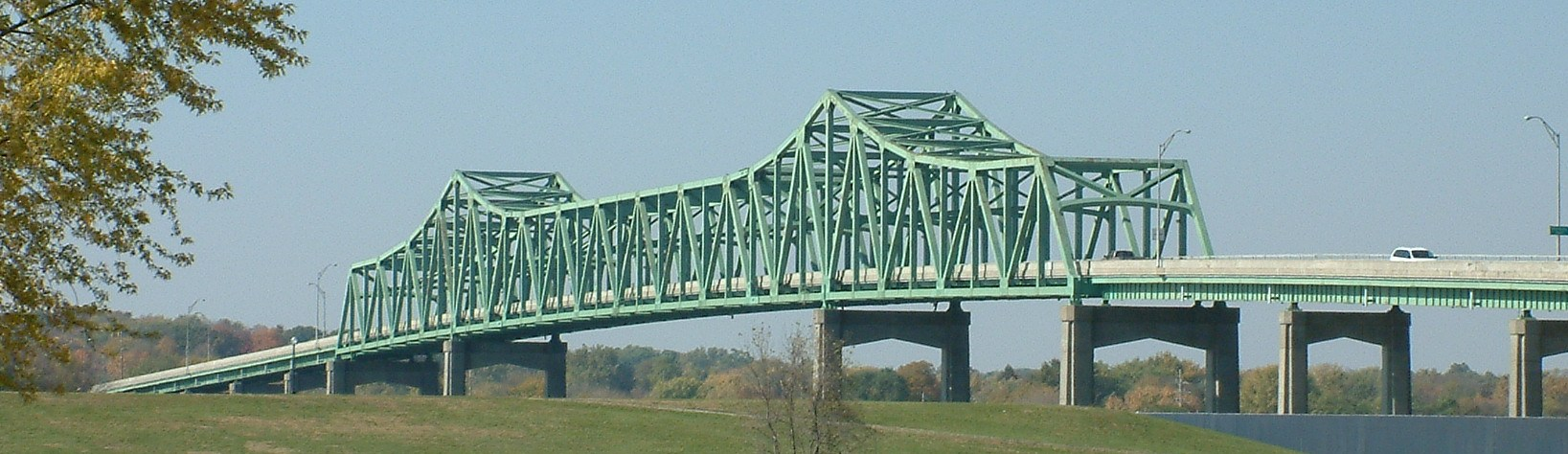
Mark N. Norris Bridge von Clinton, IA nach Fulton, IL

Durch Fulton verläuft entlang des Mississippi die hier den Illinois-Abschnitt der Great River Road bildende Illinois State Route 84. Den südlichen Stadtrand bildet der U.S. Highway 30. Auf der Mark N. Norris Bridge befindet sich der westliche Endpunkt der Illinois State Route 136, die die Verlängerung der gleichnamigen State Route in Iowa bildet und durch Fulton nach Osten führt. Alle anderen Straßen sind weiter untergeordnete oder innerstädtische Verbindungsstraßen.
Durch Fulton verläuft in Nord-Süd-Richtung eine Eisenbahnlinie der BNSF Railway.
Der nächstgelegene größere Flughafen ist der 65,5 km südwestlich von Fulton gelegene Quad City International Airport.

## Demografische Daten
Nach der Volkszählung im Jahr 2010 lebten in Fulton 3481 Menschen in 1553 Haushalten. Die Bevölkerungsdichte betrug 580,2 Einwohner pro Quadratkilometer. In den 1553 Haushalten lebten statistisch je 2,21 Personen.
Ethnisch betrachtet setzte sich die Bevölkerung zusammen aus 97,3 Prozent Weißen, 0,4 Prozent Afroamerikanern, 0,1 Prozent amerikanischen Ureinwohnern, 0,8 Prozent Asiaten sowie 0,3 Prozent aus anderen ethnischen Gruppen; 1,1 Prozent stammten von zwei oder mehr Ethnien ab. Unabhängig von der ethnischen Zugehörigkeit waren 1,7 Prozent der Bevölkerung spanischer oder lateinamerikanischer Abstammung.
21,3 Prozent der Bevölkerung waren unter 18 Jahre alt, 56,0 Prozent waren zwischen 18 und 64 und 22,7 Prozent waren 65 Jahre oder älter. 51,9 Prozent der Bevölkerung war weiblich.
Das mittlere jährliche Einkommen eines Haushalts lag bei 48.333 USD. Das Pro-Kopf-Einkommen betrug 26.199 USD. 5,6 Prozent der Einwohner lebten unterhalb der Armutsgrenze.

## Persönlichkeiten
- John R. Huizenga (1921–2014), Physiker